# Gond-Pontouvre
Gond-Pontouvre là một xã thuộc tỉnh Charente trong vùng Nouvelle-Aquitaine tây nam nước Pháp. Xã nay có độ cao từ 27-94 mét trên mực nước biển.